# 分部光寧
分部 光寧（わけべ みつやす）は、江戸時代後期の大名。近江国大溝藩10代藩主。分部家11代。官位は従五位下・左京亮。

## 生涯
文化6年（1809年）7月24日、9代藩主・分部光邦の子として誕生。
文化7年（1810年）11月19日、父の急死により、2歳で跡を継ぐ。文政7年（1824年）8月15日、11代将軍・徳川家斉に拝謁する。同年12月16日、従五位下左京亮に叙任する。なお文政7年（1824年）には、藩士の前田梅園が大溝藩の地誌『鴻溝録』全3巻を完成させる。文政9年（1826年）5月15日、幕臣・近藤重蔵を召し預けられる（後述）。
天保2年（1831年）3月10日、養嗣子の光貞（板倉勝尚次男）に家督を譲って23歳で隠居し、楽斎と号した。
安政5年（1858年）7月21日、大溝にて死去。享年50。

## 大溝の近藤重蔵

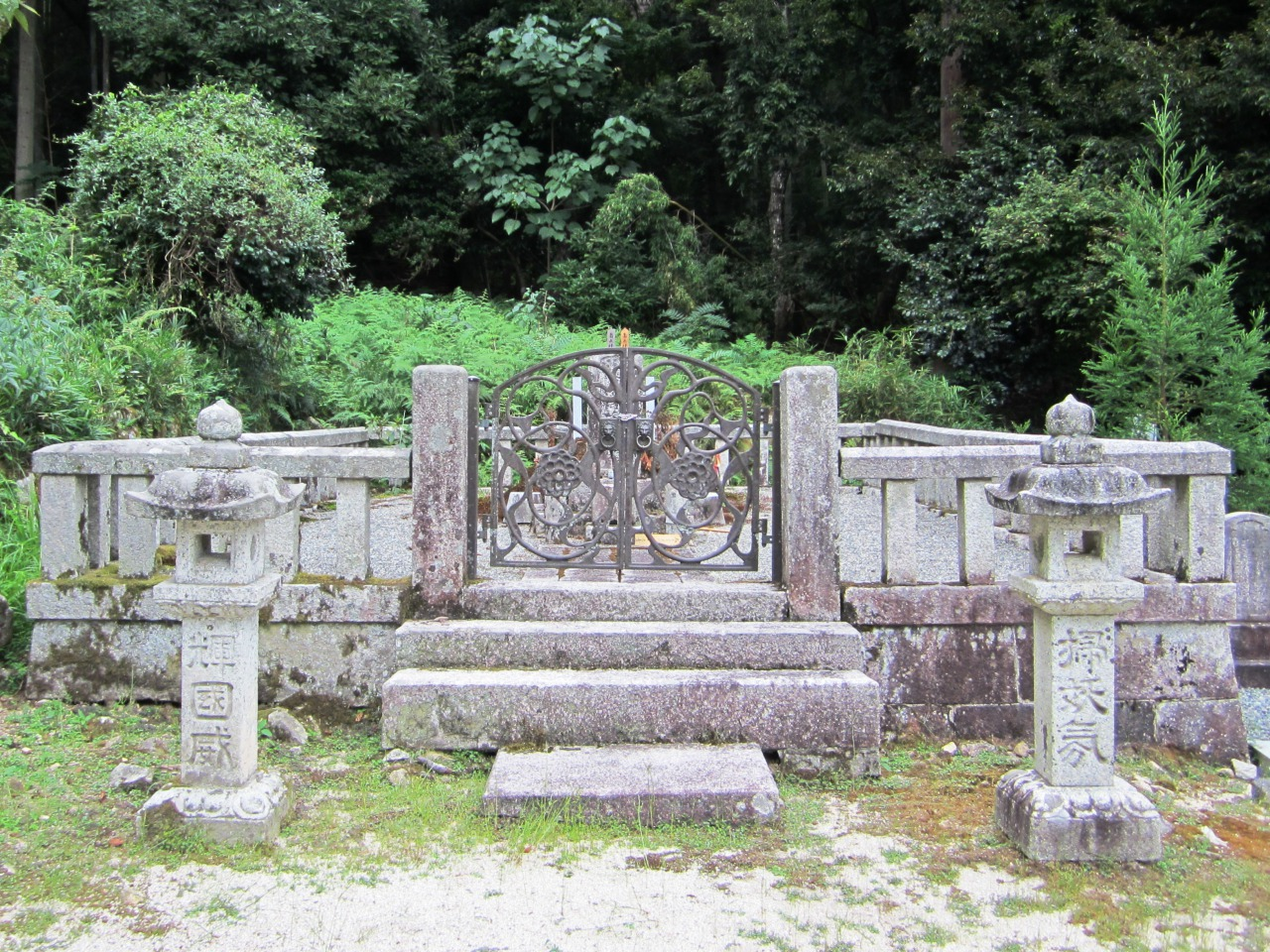
瑞雪院の近藤の墓所

文政9年（1826年）5月15日、幕臣で探検家の近藤重蔵が、長男の起こした殺人事件に連座して江戸を追われ、大溝藩に預けられた。
藩は緊急に陣屋敷地内に牢屋敷を増築し、これを迎えた。光寧は重蔵を丁重に扱ったと言われている。時の著名人でもあった近藤は、小藩といえど京に近く学問や見識を得ることへの関心が高かった大溝藩では格好の珍客とも言え、近藤は書物を与えられ、藩士を相手に意見交換を行ったり、藩士と漢詩を唱和したりしていたことが伝わる。近藤はまた、大溝で本草学書『江州本草』全30巻を著した。大溝を中心とした近江国の植物の、いわゆる植物図鑑であったとされるが、現存しない。近藤は流罪中の罪人であり、当初の監禁状態が緩んでいたとしても陣屋周辺の散策採集であり、近江国内を自由に出歩くようなことはできなかったため、当然ながら大溝藩内部の協力があったと推測される。
近藤は生前に赦免されることはなく、3年後の文政12年6月16日（1829年7月16日）に大溝で死去し、藩内の瑞雪院に葬られた。墓所も現存している。

## 系譜
父母
- 分部光邦（父）

子女
- 分部八愛子 ー 綾小路有良前室
- 本多副元室

養子
- 分部光貞 ー 板倉勝尚の次男